# Корепанов Герман Афанасійович
Коре́панов Ге́рман Афана́сійович (*30 липня 1924, село Селти — †13 квітня 1985, Іжевськ) — удмуртський композитор, артист, диригент, Заслужений діяч мистецтв Удмуртії (1957) та РРФСР (1958), член Спілки композиторів СРСР (1961).
Навчався в Іжевському музичному училищі на відділенні хорового диригування в 1947—1949 роках та Казанській консерваторії по класу композиції (вчитель Г. І. Літинський). Працював з іншими композиторами, виступав в друці із статтями та рецензіями, редагував музичні видання. В різні роки був артистом та диригентом хору Удмуртського радіо.
Класик удмуртської музики. Його твори відрізняються яскравою мелодійністю, ліричним шармом, широким використанням ладових та метроритмічних особливостей удмуртського фольклору. Автор першої удмуртської опери «Наталь» та першого симфонічного твору — Першої симфонії. Композитор намагався знайти себе в лірико-драматичній симфонізації фольклорних елементів. Творець удмуртських масових пісень, їхніх основних жанрів. Серед найкращих пісень — «Мон тодам ваисько» («Я згадую тебе», слова Ашальчи Окі), «Зарни нянь» («Золотий хліб», слова батька Афанасія Лужанина), «Удмуртія» (слова І.Токарева), «Зарни сизьыл» («Золота осінь», слова Степана Широбокова). Засновник удмуртського романсу. Серед хорових творів — кантати, хори без супроводу. Автор перших удмуртських фортепіанних сонат, скрипкових п'єс, пісень для дітей. Найважливіші твори останніх років — опера «Повстання» (разом із сином Олександром Корепановим) та Друга симфонія.
Лауреат Державної премії Удмуртської АРСР (1967). Нагороджений орденом Леніна (1971).

## Твори
- кантати — «Вордскем лудъёс» («Рідні поля», 1961), «Дано егит дыр» («Славна молодість»), 1968, «Здравниця», 1980;
- хори без супроводу — «Осіння пісня»;
- для симфонічного оркестру — дві симфонії (1964, 1983), увертюра (1958), балетна сюїта (1972), концерт для скрипки з оркестром (1953);
- для фортепіано — соната (1968), маленька соната (1981), «Весняна сюїта»;
- п'єси для скрипки — анданте, арія для валторни та фортепіано;
- романси — «На пагорбах Грузії» (слова Олександра Пушкіна), «Лысву» («Роса», слова М.Покчи-Петрова);
- музика до спектаклів;
- пісні (понад 200);
- обробки народних пісень.